# Plectris acreensis
Plectris acreensis är en skalbaggsart som beskrevs av Frey 1973. Plectris acreensis ingår i släktet Plectris och familjen Melolonthidae. Inga underarter finns listade i Catalogue of Life.